# Torn (canção)
"Torn" é uma canção composta por Anne Preven com Scott Cutler e Phil Thornalley, ex-baixista da banda The Cure, lançada em meados dos anos 90.
A canção foi escrita originalmente em 1991, como uma música solo de Anne, sendo lançada primeiramente pela cantora dinamarquesa Lis Sørensen, em 1993, em uma versão intitulada "Brændt". Em 1995, ela foi incluída no álbum de estreia da banda norte-americana Ednaswap, da qual Preven tornou-se vocalista e Scott guitarrista, sendo lançada meses depois como single.
Em 1996, a faixa foi regravada pela cantora americo-norueguesa Trine Rein, em seu álbum Beneath My Skin. Mas, foi no final do ano de 1997, na voz da cantora australiana Natalie Imbruglia, que a música alcançou sucesso internacional, sendo lançada como primeiro single de seu álbum de estreia Left of the Middle, produzido por Phil Thornalley.

## Regravação
Depois de encerrar sua participação de dois anos no seriado australiano Neighbours, a atriz Natalie Imbruglia decidiu mudar-se para Londres, em 1995. Após fazer contatos no mundo da música, Natalie conheceu o britânico Phil Thornalley, com o qual gravou uma versão demo de "Torn", coescrita pelo baixista.
Pouco tempo depois, Natalie chamou atenção do selo musical RCA, conseguindo um contrato para lançar o seu primeiro álbum, tendo como primeiro single a canção de Phil, que terminou por produzir todo o trabalho de estreia da artista.

## Videoclipe
O videoclipe da canção foi gravado em Londres, em 1997, dirigido por Alison Maclean. Nele, Natalie aparece em um apartamento vazio cantando a música, e também numa conversa romântica com o ator Jeremy Sheffield. Na metade do clipe, as paredes do apartamento começam a cair, revelando que a locação faz parte de um set de filmagens. Ao final do vídeo, Natalie começa a dançar, enquanto todo o cenário é desmontado pela equipe de produção.
O clipe foi tido como o segundo melhor clipe de todos os tempos pela MTV da Itália.

## Lançamento
O single foi lançado na Europa em outubro de 1997, atingindo diversas paradas de sucesso, e liderando as listas na Bélgica, Dinamarca e Suécia. No Reino Unido, o single ocupou a posição #2 de vendas, ficando no Top 10 por diversas semanas.
Nos Estados Unidos, a canção foi lançada no início de 1998. No entanto, o single ficou impossibilitado de subir na parada principal, já que foi lançado apenas nas rádios, ocupando assim a posição #42 do Hot 100 da Billboard. Nas outras paradas oficiais, a canção alcançou maior sucesso, liderando a "Top 40 Mainstream" e o "Hot Adult Top 40 Tracks", também da Billboard.
Na esteira do sucesso da faixa, ainda em 1998, uma versão dance da música foi lançada no mercado internacional, interpretada por Natalie Browne, da Almighty Records. Uma versão acústica na voz de Imbruglia, também foi lançada no mesmo ano, como faixa lado B de seu single "Big Mistake".

### Crítica
Rob Sheffield da Rolling Stone disse que a canção "é como o céu: uma doce canção europop sobre coração partido, com o triste vocal de Imbruglia alcançando o esplendor de uma garota solitária".
Greg Prato do Allmusic disse que a canção "é a melhor do álbum, com uma deliciosa sensação acústica".

### Prêmios
Graças ao sucesso de "Torn", Natalie Imbruglia foi nomeada em 1999 ao Grammy Awards na categoria "Melhor Performance Vocal Pop Feminina".
A cantora também concorreu a três prêmios VMA da MTV americana em 1998, ganhando na categoria "Melhor Novo Artista". Natalie também ganhou o prêmio de "Melhor Canção" no MTV Europe Music Awards do mesmo ano.
Na premiação australiana ARIA Music Awards, a cantora ganhou 6 prêmios, incluindo os troféus de "Melhor Single Australiano", "Melhor Single de Estreia Australiano" e "Melhor Single Australiano Mais Vendido".
No Billboard Music Awards, a canção conseguiu o prêmio de "Adult Top 40 Track of the Year", também em 1998.

### Mercado brasileiro
No Brasil, a canção atingiu o topo das rádios, e também esteve incluída na trilha sonora da telenovela da Rede Globo "Corpo Dourado", exibida em 1998. Na trama, embalou cenas do casal Selena e Billy, interpretados por Cristiana Oliveira e Fábio Junior.
O videoclipe de "Torn" também foi exibido constantemente na MTV Brasil, atingindo o #1 do Top 20 semanal do canal de música.
Em 2005, a música recebeu uma versão em português, intitulada "O Amor é Ilusão", interpretada pelo grupo feminino Rouge.

## CD Single
Lançados pela BMG Internacional em 1997.
- Reino Unido CD 1

1. "Torn" (4:06)
2. "Sometimes" (3:52)
3. "Frightened Child" (1:37)

- Reino Unido CD 2

1. "Torn" (4:06)
2. "Contradictions" (4:07)
3. "Diving In The Deep End" (3:30)

- Europa

1. "Torn" (4:06)
2. "Diving In The Deep End" (3:30)

- Europa Maxi-single

1. "Torn" (4:06)
2. "Sometimes" (3:52)
3. "Contradictions" (4:07)
4. "Diving In The Deep End" (3:30)

## Paradas musicais
Na Noruega, a versão de Trine Rein atingiu a posição #10 da parada, em 1996. Já a versão de Natalie Imbruglia, abaixo, atingiu a posição #6 da mesma parada, em 1998. A versão de Ednaswap não atingiu as paradas.
| Parada semanal (1997-98)            | Posição |
| ----------------------------------- | ------- |
| Austrália (ARIA Charts)             | 2       |
| Áustria (Ö3 Austria Top 40)         | 3       |
| Bélgica (Ultratop 50)               | 1       |
| Bélgica (Ultratop 40)               | 5       |
| Brasil (Top 100 Brasil)             | 1       |
| Canadá (RPM)                        | 1       |
| Dinamarca (Tracklisten)             | 1       |
| Estados Unidos (Mainstream Top 40)  | 1       |
| Estados Unidos (Adult Top 40)       | 1       |
| Estados Unidos (Adult Contemporary) | 4       |
| Estados Unidos (Modern Rock Tracks) | 12      |
| Estados Unidos (Billboard Hot 100)  | 42      |
| França (SNEP)                       | 4       |
| Holanda (Dutch Top 40)              | 3       |
| Irlanda (IRMA)                      | 4       |
| Itália (FIMI)                       | 2       |
| Noruega (VG-lista)                  | 6       |
| Nova Zelândia (RIANZ)               | 2       |
| Reino Unido (UK Singles Chart)      | 2       |
| Suécia (Sverigetopplistan)          | 1       |

## Versão de Rouge
O girl group brasileiro Rouge fez uma versão em português da canção, intitulada "O Amor é Ilusão", que foi incluída no quarto e último álbum das meninas, intitulado "Mil e Uma Noites" (2005). A canção foi lançada como segundo e último single do álbum, e também foi o último single da banda.
A versão da canção foi escrita por Milton Guedes, que já escreveu os sucessos "Não Dá pra Resistir", "Beijo Molhado", entre outros, e foi produzida por Rick Bonadio. A canção foi bem recebida pelos críticos, e se tornou um sucesso nas rádios, ao alcançar a posição de número 10 nas paradas de sucesso. O grupo promoveu a canção em diversos lugares, incluindo a turnê Mil e Uma Noites, em 2005.

### Antecedentes e regravação
Após lançarem três álbuns inéditos, as meninas queria que seu novo disco tivesse apenas músicas novas, mas a gravadora queria uma coletânea. Para o Rouge, mostrar músicas inéditas naquele momento (2005) era uma forma de provar para o público e a imprensa que o grupo não acabou, como foi especulado. Após a discussão sobre o destino do álbum, "Mil e Uma Noites" se tornou uma coletânea e um CD de músicas inéditas num só disco. O formato do disco foi a forma encontrada pelas meninas para conciliar seus interesses com os da gravadora.
Como sempre, o álbum contou com versões de canções em inglês para o português, dentre elas, "Torn", que estourou na voz de Natalie Imbruglia. Após o sucesso de "Vem Habib (Wala Wala)", a gravador anunciou "O Amor é Ilusão" como segundo single do álbum, a ser lançado no final de setembro.

### Composição
"O Amor é Ilusão" foi escrita por Milton Guedes, responsável pelos hits "Não Dá pra Resistir" e "Beijo Molhado", do primeiro álbum das garotas, e outras canções dos álbuns seguintes, enquanto a sua produção ficou por conta de Rick Bonadio. A canção tem quase o mesmo sentido lírico de "Torn", falando sobre um amor que começa afastando a protagonista da solidão, mas que, do nada, vai embora e a deixa triste.
A canção começa com Fantine falando sobre o começo de um amor, que a fez acreditar num sonho que a fez chorar. Após Fantine, Karin fala sobre esse amor, que a afastou da solidão, mas que foi embora e "fechou seu coração". Fantine mais uma vez canta que nada fez a pessoa mudar, mesmo ela querendo mostrar o amor que sentia. No refrão, Fantine canta a voz principal, enquanto as meninas fazem backing: "Não importa mais tudo que guardei, tudo que eu quis meus dias com você, sonhos que não voltam mais O amor é ilusão de ter você pra mim, e acordada posso ver você não está aqui...," cantam as meninas. 
Na segunda parte da canção, Patrícia continua falando desse amor, que a fez promessas e a enganou, e Fantine complementa que a pessoa apenas a usou e enganou. O bridge da canção conta com Aline cantando a parte, "Mas nada fez você mudar, tantas vezes quis tentar, e mostrar meu amor."

### Recepção
O crítico Bruno Nogueira da Folhapé elogiou a versão das meninas, dizendo que "o ponto alto de Mil e Uma Noites são mesmo as versões, incluindo O Amor é Ilusão."

### Faixas
CD Single
1. "O Amor é Ilusão" - 4:06

### Divulgação
Mesmo sem clipe, a canção foi bem divulgada, sendo apresentada nos programas Domingo Legal, Boa Noite Brasil, Mulheres, Programa Raul Gil, Sabadaço, Todo Seu e O Poderoso Magrão. Além disso, as meninas cantaram a canção na turnê Mil e Uma Noites (2005).